# Spilanthol
Spilanthol ist eine chemische Verbindung aus der Gruppe der fettlöslichen Carbonsäureamide und kommt in der Natur vor.

## Vorkommen

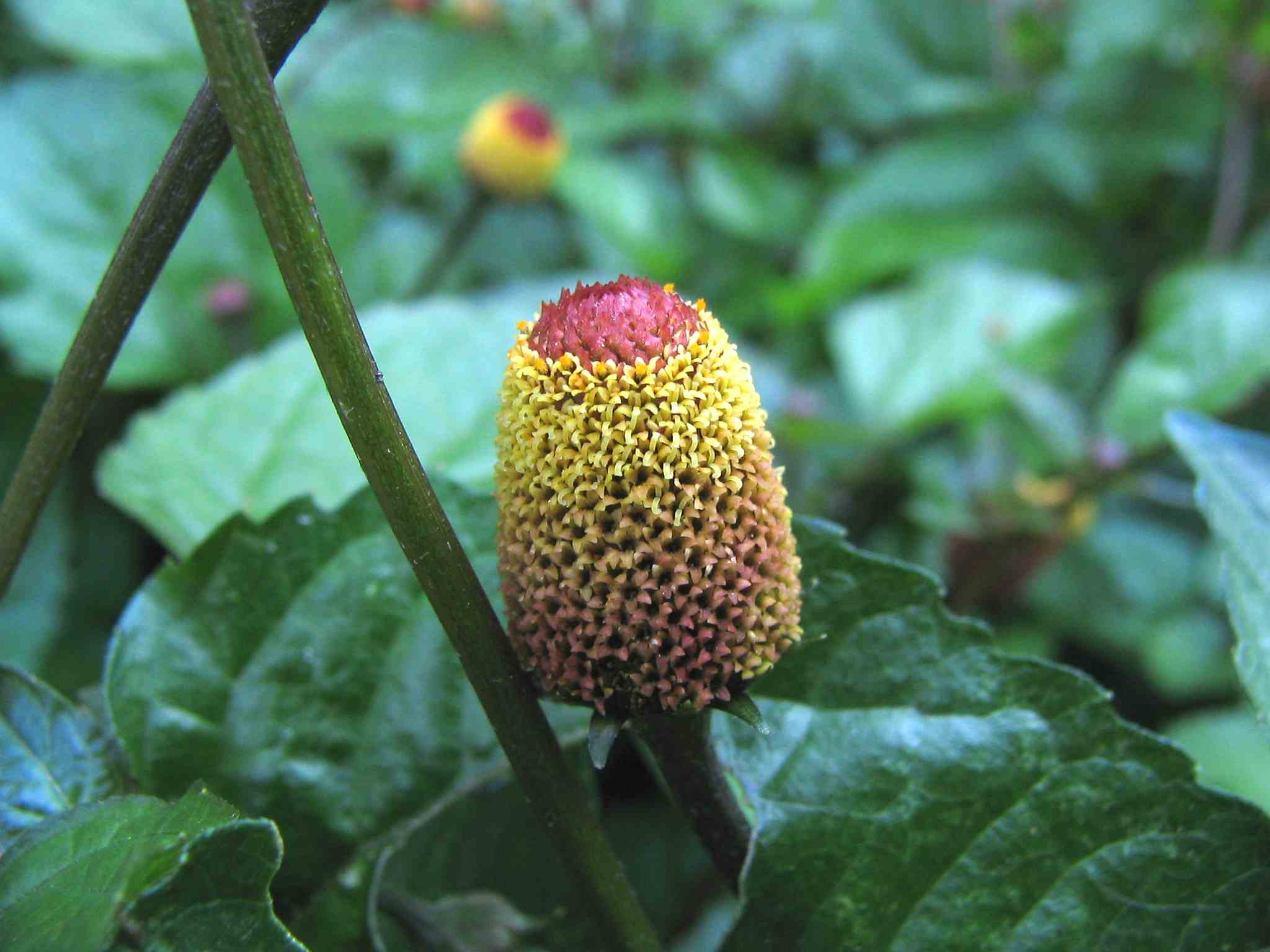
Jambú (Acmella oleracea)

Spilanthol wurde zum ersten Mal aus Jambú (Acmella oleracea) extrahiert. Es kommt auch in Heliopsis longpipes und Sapilanthes oleraceae vor.

## Verwendung
Es ist ein starkes Insektizid, Lokalanästhetikum und Schmerzmittel. Lange Zeit nutzte die traditionelle Medizin Spilanthol zur Behandlung von Zahnschmerzen, Kopfschmerzen, Asthma und Rheuma. Spilanthol verfügt über viele Bioaktivitäten.